# Appareil juxtaglomérulaire
 (mai 2025).
Si vous disposez d'ouvrages ou d'articles de référence ou si vous connaissez des sites web de qualité traitant du thème abordé ici, merci de compléter l'article en donnant les références utiles à sa vérifiabilité et en les liant à la section « Notes et références ».
L'appareil juxtaglomérulaire est une structure endocrine microscopique située dans les reins qui régule en temps réel le fonctionnement de chaque néphron. C'est un senseur biologique qui s'intègre au fonctionnement du système rénine-angiotensine-aldostérone dont il constitue le point de départ en sécrétant la rénine. L'ensemble forme une boucle de rétroaction physiologique qui contribue de manière essentielle à l'homéostasie en adaptant en continu la réabsorption d'eau et d'électrolytes par les reins afin de maintenir la volémie et la pression artérielle à des niveaux adaptés aux besoins de l'organisme.
Il doit son nom à sa proximité avec le glomérule rénal : il se trouve entre le pôle vasculaire du glomérule et le retour du tube contourné distal au néphron. Cette localisation est essentielle pour la régulation du flux sanguin rénal et du taux de filtration glomérulaire. Il se compose de trois parties : la macula densa, les cellules mésangiales extraglomérulaires et les cellules juxtaglomérulaires (également appelées « cellules granuleuses »).

## Les cellules juxtaglomérulaires
Les cellules juxtaglomérulaires ou cellules granuleuses (en 6 sur le schéma) sont des cellules myoépithéliales lisses différenciées situées dans la média de la partie terminale de l'artériole afférente. Ces cellules possèdent des propriétés contractiles et endocrines. Elles contiennent des granules de rénine qu'elles sont capables de sécréter en réponse à : 
- une stimulation béta1 adrénergique par l'adrénaline et la noradrénaline ;
- une diminution de la pression de perfusion rénale (détectée directement par les cellules granulaires) ;
- une diminution de l'absorption du chlorure de sodium (NaCl) dans la macula densa (souvent due à une diminution du débit de filtration glomérulaire ou DFG).

## Les cellules de lamacula densa
Les cellules de la macula densa (en 7 sur le schéma) sont une différenciation de l'épithélium cubique de la paroi du tubule contourné distal (TCD). Ces cellules détectent la concentration en chlorure de sodium dans le TCD et sécrètent, en réponse, des substances paracrines qui agissent sur les cellules juxtaglomérulaires (granulaires) dans la media de l'artériole afférente rénale. Cela permet de réguler le débit de filtration glomérulaire (DFG ou GFR en anglais) en influençant la réabsorption de sodium, donc la volémie. Une augmentation de la volémie augmentera le volume de sang dans l'artériole afférente. C'est respectivement le système rénine-angiotensine-aldostérone (SRAA) et la boucle de rétroaction tubuloglomérulaire. Les substances paracrines en question sont les suivantes[réf. nécessaire] :
- adénosine : inhibe la sécrétion de rénine. La sous-unité Gαi du récepteur couplé à une protéine G est impliquée ;
- prostaglandine E2 (PGE2) : stimule la sécrétion de rénine.

## Les cellules mésangiales
Les cellules mésangiales intraglomérulaires (en 5a sur le schéma) sont des cellules structurelles du glomérule qui, dans des conditions normales, servent à l'ancrage des capillaires glomérulaires. Ces cellules mésangiales communiquent avec les cellules mésangiales situées en dehors du glomérule : les cellules mésengiales extraglomérulaires et ce sont ces dernières qui font partie de l'appareil juxtaglomérulaire. Ces cellules forment un syncytium et sont connectées avec des cellules glomérulaires mésangiales via les jonctions gap. 
La fonction des cellules mésangiales extraglomérulaires demeure quelque peu mystérieuse. Elles contiennent de l'actine et de la myosine, ce qui leur permet de se contracter lorsqu'elles sont stimulées par les nerfs sympathique rénaux, qui pourraient ainsi fournir un moyen pour le système nerveux sympathique de moduler les actions de l'appareil juxtaglomérulaire. En outre, la position stratégique de ces cellules mésangiales entre la macula densa et l'artériole afférente, pourrait leur permettre de jouer un rôle de médiation entre ces deux structures. 
La présence des fibres contractiles suggère également un rôle de macrophage et une fonction phagocytaire des cellules mésangiales extraglomérulaires[réf. nécessaire].
Les cellules mésangiales extraglomérulaires sont également responsables de la synthèse de l'érythropoïétine (EPO) qui permet la régulation de la production et de la maturation des globules rouges.